# Davide Donati
Davide Donati (ur. 25 kwietnia 1994 r. w Vimercate) – włoski aerobik, dwukrotny mistrz świata, złoty i srebrny medalista igrzysk europejskich.
Pierwsze sukcesy podczas mistrzostw świata zaczął osiągać w 2016 roku, kiedy w Inczon zdobył medale. W parach mieszanych zajął pierwsze miejsce, natomiast w rywalizacji grupowej – drugie. Na kolejne sukcesy nie musiał długo czekać, bo na kolejnych mistrzostwach został mistrzem świata w parach mieszanych, występując razem ze swoją partnerką Michelą Castoldi. Wcześniej startował również w 2012 i 2014 roku, lecz bez większych osiągnięć.
W 2015 roku na igrzyskach europejskich w Baku zdobył srebrny medal w rywalizacji par mieszanych razem z Michelą Castoldi. Cztery lata później w Mińsku zdobył złoto w tej samej konkurencji z tą samą partnerką.
Michela i Davide są określi we Włoszech mianem Romea i Julii.